# Rue du Marquis-d'Arlandes
La rue du Marquis-d'Arlandes est une voie du 17e arrondissement de Paris, en France.

## Situation et accès
La rue du Marquis-d'Arlandes est une voie publique située dans le 17e arrondissement de Paris. Elle débute au 12, avenue Brunetière et se termine au 11, boulevard de Reims. En septembre 1999, elle est dédiée à François Laurent d'Arlandes.

## Origine du nom

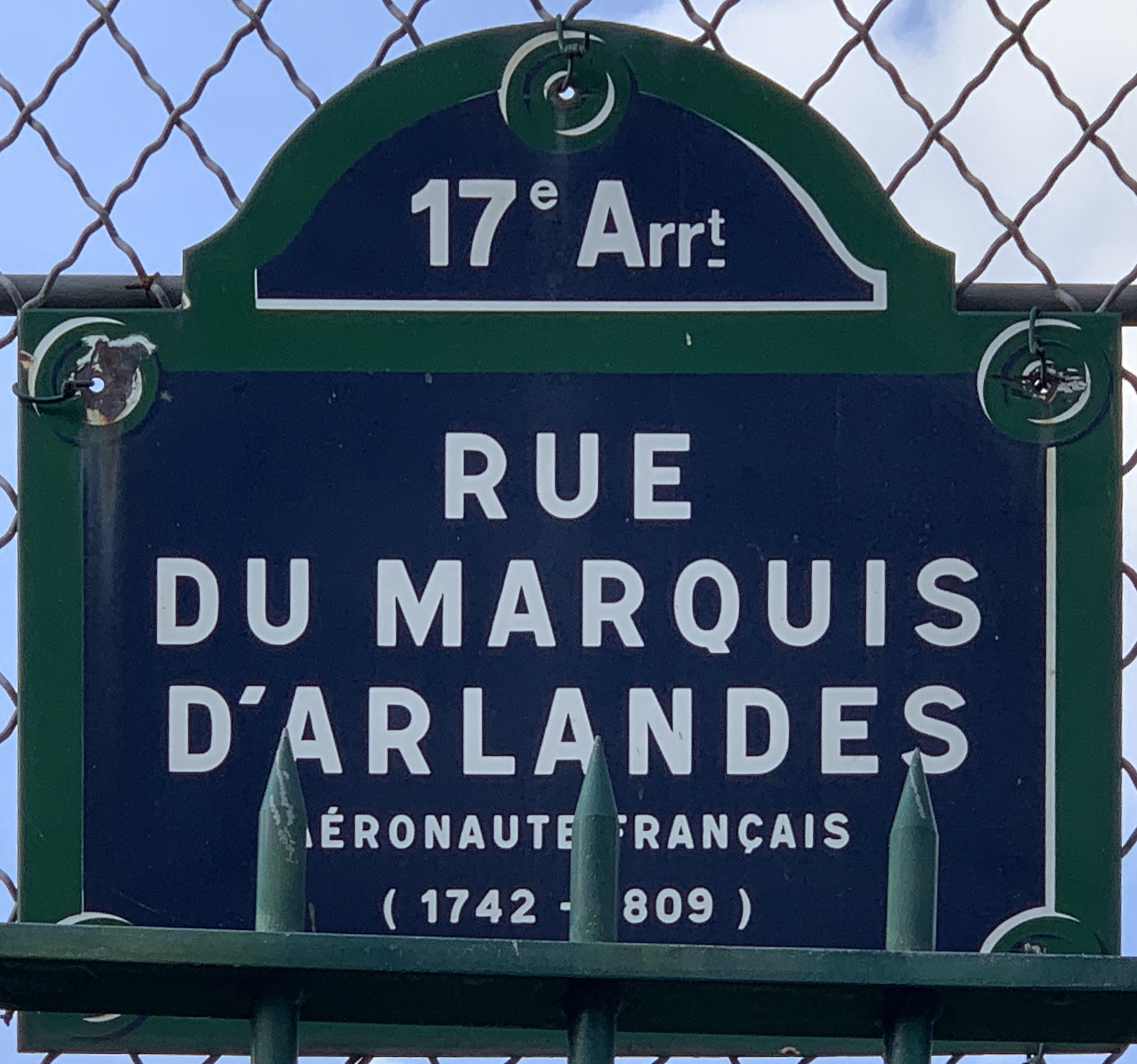
Plaque de la rue.

Elle porte le nom de l'officier militaire et aéronaute François Laurent d'Arlandes (1742-1809), qui a effectué avec Pilâtre de Rozier le premier voyage aérien en montgolfière, le 21 novembre 1783.

## Historique
Cette rue prit sa dénomination par un arrêté municipal du 28 janvier 2000.